# ファタイ・アラシェ
ファタイ・アラシェ（Fatai Alashe、1993年10月21日 - ）は、アメリカ合衆国出身のプロサッカー選手。ポジションはMF。

## 経歴

### クラブ
2015年MLSスーパードラフトの1巡目(全体4人目)でサンノゼ・アースクエイクスに指名された。3月7日のFCダラス戦でプロデビュー。2週間後のシカゴ・ファイアーFC戦でプロ初ゴールを決めた。
2018年7月、FCシンシナティにシーズン終了までの契約でレンタル移籍。シーズン終了後、13万5000ドルの金銭トレードでFCシンシナティに完全移籍で加入。

### 代表
2016年1月、アイスランド代表およびカナダ代表とのフレンドリーマッチを前にアメリカ合衆国代表の初召集を受けた。しかし、負傷により辞退した。

## 人物
ナイジェリアにルーツを持つ。